# Escala Wechsler de Inteligencia para Preescolar y Primaria
La Escala de Inteligencia Wechsler para Preescolar y Primaria (WPPSI) es una prueba de inteligencia diseñada para niños desde los 2 años y 6 meses hasta los 7 años y 7 meses. Fue desarrollada por David Wechsler en 1967. Es un derivado de las anteriores Escala Wechsler de Inteligencia para Adultos (WAIS) y Escala Wechsler de Inteligencia para Niños (WISC). Desde su publicación original, el WPPSI ha sido revisado tres veces en 1989, 2002 y 2012. La versión actual, WPPSI–IV, publicada por Pearson Educación, es una revisión del WPPSI-R (Wechsler, 1989) y el WPPSI-III (Wechsler, 2002). Esta prueba proporciona puntuaciones parciales que representan el funcionamiento intelectual en los ámbitos verbal y manipulativo, así como una puntuación compuesta que representa la capacidad intelectual general del niño (CI).